# バスチーユの象

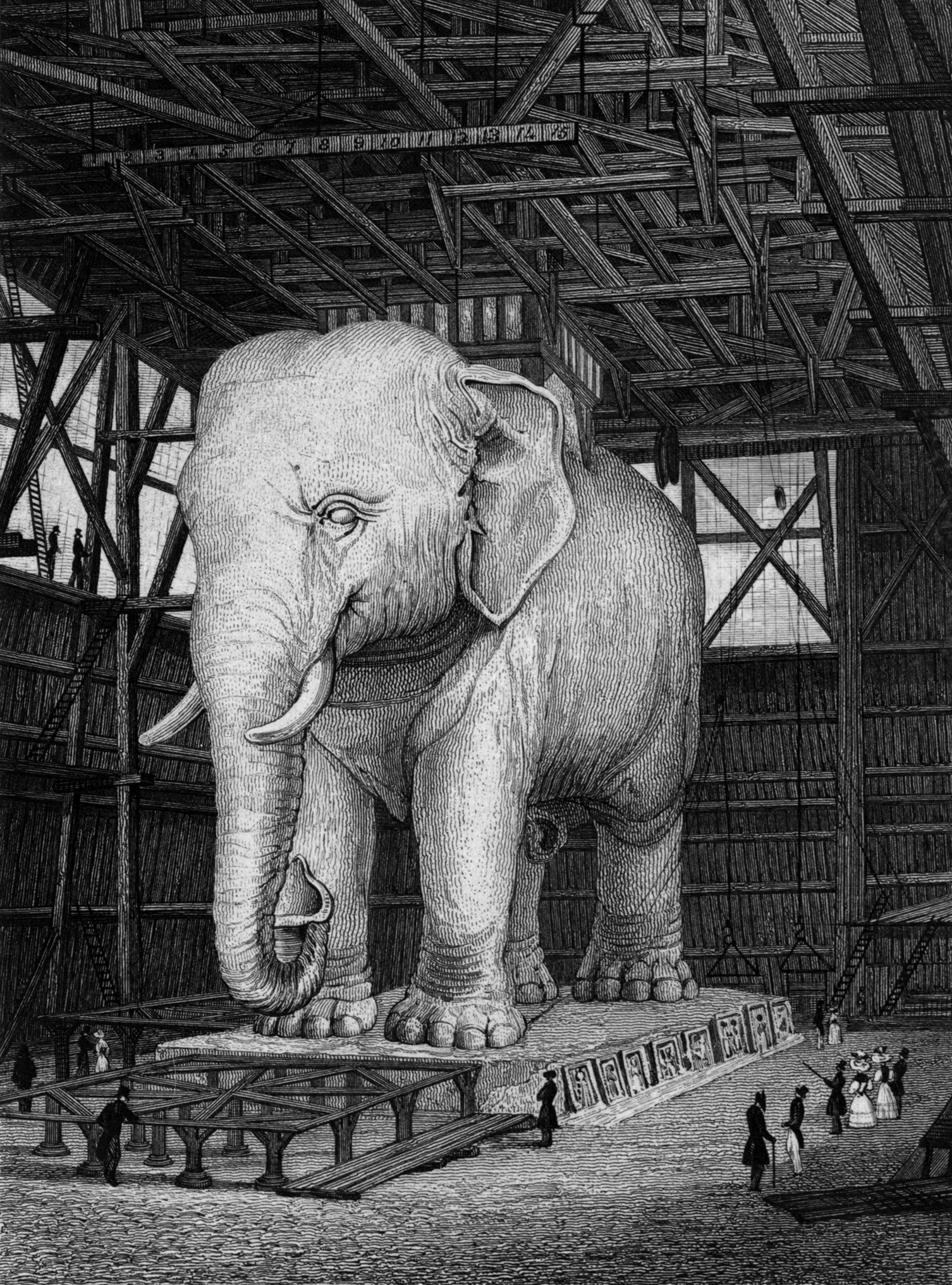
原寸大の石膏模型を描いた鋼板画

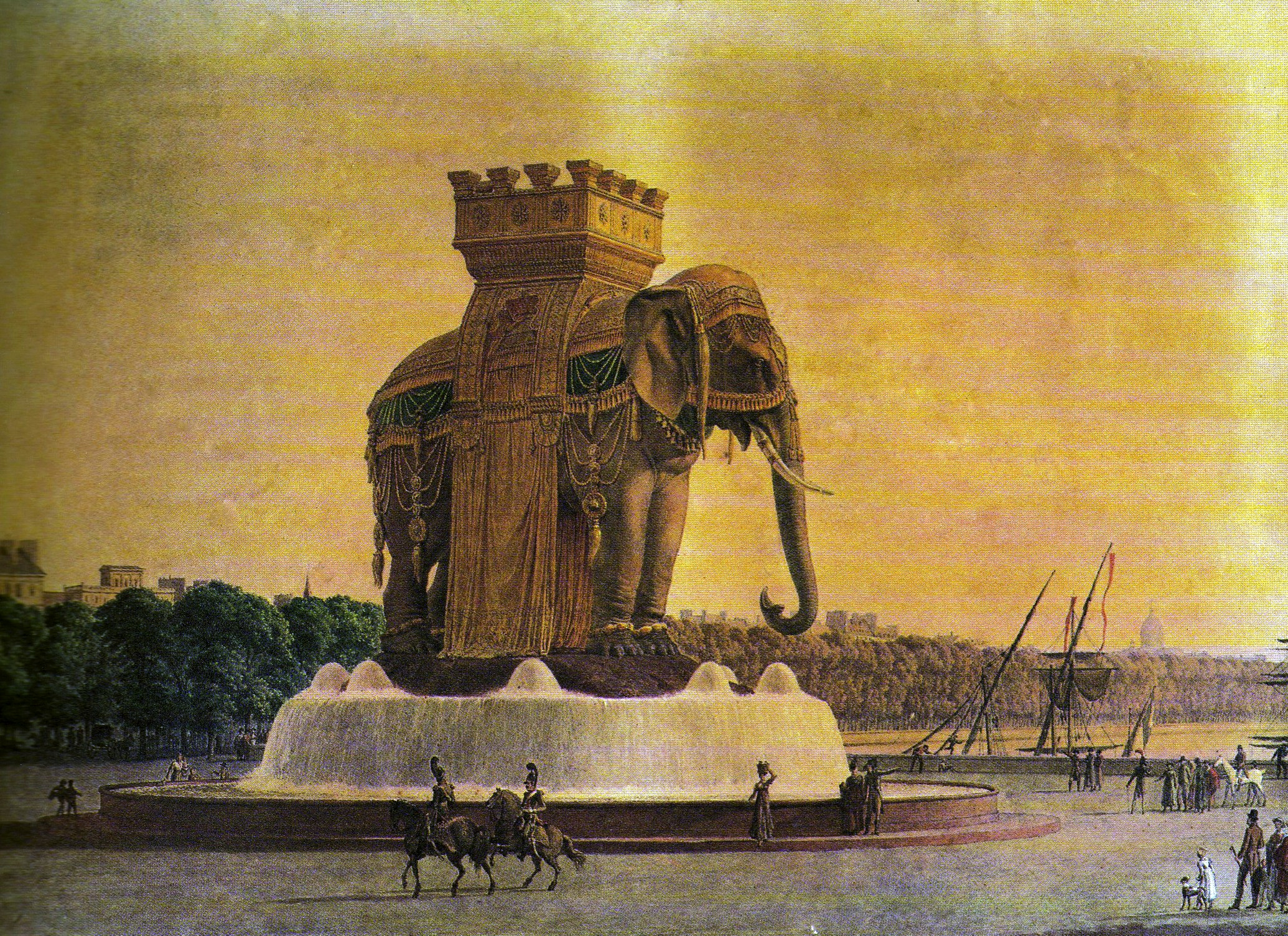
バスチーユの象の予想図

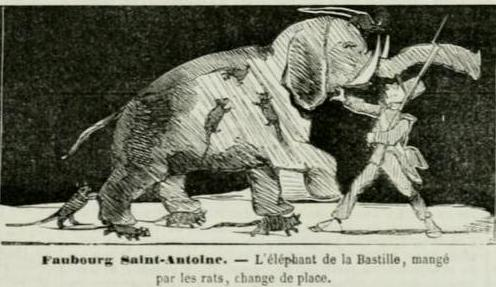
模型にたかるネズミ（1844年）

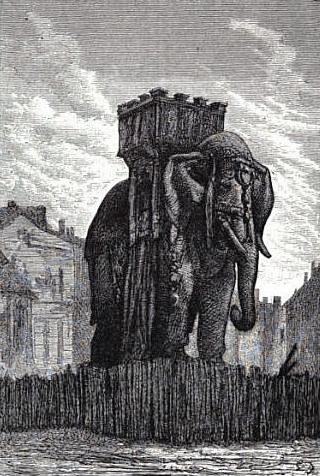
ギュスターヴ・ブリオンによる『レ・ミゼラブル』のための挿絵（1865年）

バスチーユの象(フランス語: Éléphant de la Bastille）とは、1813年から1846年にかけてパリに展示されていた象のモニュメントである。もとになるアイディアは1808年にナポレオンが思いついたもので、彼は青銅製の彫刻をバスチーユ広場に設置するつもりだったが、実際に建てられたのは石膏像だった。それでも高さにして24メートルの巨大な模型はそれ自体がひとの目を惹く建造物であり、ヴィクトル・ユゴーが『レ・ミゼラブル』で登場人物の隠れ家として描いてからはまさに不朽の記念碑となった。バスチーユの地に建設された土台の一部は残っているものの、像そのものは7月革命の記念柱に置き換えられている。

## 構想
バスチーユが1789年7月に陥落した当時、新たに何か記念碑を建設するのかそれとも過去のものをそのままにしておくのかを巡って少しく議論になった。ピエール=フランソワ・パロイ (fr:Pierre-François Palloy) がもとあった建築物を解体する仕事を請け負い、使われていた切石はコンコルド橋の建設に再利用された。残りの建材はパロイが土産物として売り払った。その後何か月もかけて建物のほとんどが撤去されるまでに1,000人もの労働者がかかわっている。1792年にこの場所はバスチーユ広場へと生まれ変わり、かつてのこの地にそびえていた要塞は名残をとどめるだけになった。
翌1793年にはこの一画に「再生の泉」("Fountain of Regeneration")として知られる泉がつくられた。強くエジプトの影響を受けた趣向で、胸元から水を流す女性の彫刻が特徴的だった。
ナポレオンはパリの街を生まれ変わらせる計画をいくつも練ったが、なかでも自分の勝利を記念するモニュメントにこだわりがあった。彼は軍事力を誇示するために巨大な凱旋碑をつくることを望み、ついに高さ24mの青銅の象の設計にとりかからせた。ナポレオンの計画によれば、戦争で獲得した大砲を溶かし、鋳直して使う予定だった。そして一本の足にかけられた階段から見物人は象の背中にある展望台に昇ることができることになっていた。

## 建造
ドミニク・ヴィヴァン (fr:Dominique Vivant) にこの計画を監督する仕事が命じられた。設計者にははじめジャック・セルリェが選ばれ、1810年に基礎工事が始まって1812年には円い天井部分と埋設管が完成した。この時点でセルリェは更迭されてジャン=アントワーヌ・アラヴォワーヌ (fr:Jean-Antoine Alavoine) が設計者となったが、主要な水路は間もなく完成した。
アラヴォワーヌは完成予想図が必要であると考え、ピエール=シャルル・ブリダンを雇い入れて、石膏で木枠をおおった原寸大の模型をつくらせた。これは1814年に完成し、象の足下で寝泊まりしていたルバスールという名の衛兵が模型の警備についた。
しかし本体の建設工事はナポレオンがワーテルローの戦いに敗れた1815年に中止される。アラヴォワーヌは1833年になっても計画を実現させるための支援を求めつづけたし、他にもこの野心的な事業に興味を示す者はないではなかった。1841年と1843年には市議会が青銅や鉄、銅を使って作品を完成させるという選択肢を模索したが、どれも受け入れられなかった。

## 取り壊し
1820年代の終わりごろから、近隣の住人が象を取り壊すための嘆願を始めるようになった。象を住処とするネズミがエサを求めて家々を嗅ぎ回っていると不平を訴えたのである。模型の象は1846年まで撤去されることはなかったが、その頃にはかなり劣化した状態にあった。

## その後
象が立っていた円台はその後も撤去されることなく、革命の記念柱の台石として2000年代に入っても使われている。
この象の模型はヴィクトル・ユゴーが『レ・ミゼラブル』で描いたことで知られているが、この小説における扱いは肯定的なものではなく、同時代の社会がどのように受け止めていたかについての記述もわずかにすぎない。
　今から二十年前までは、バスティーユの広場の南東のすみ、監獄の城砦の昔の濠に通ぜられた掘り割りにある停船場の近くに、一つの不思議な記念物が残っていた。それは今ではもうパリー人の記憶にも止まってはいないが、少しは覚えていてもいいものである、なぜなら、「学士会員エジプト軍総指揮官」（ナポレオン）の考えになったものであるから。

　もっとも記念物とは言っても、一つの粗末な作り物にすぎなかった。しかしこの作り物は、ナポレオンの考えを示す驚くべき草案であり偉大な形骸であって、相次いで起こった二、三の風雲のためにしだいにわれわれから遠くへ吹き去られこわされてしまったものではあるけれども、それ自身は歴史的価値を有するに至ったもので、一時作りのものであったにかかわらずある永久性をそなうるに至ったものである。それは木材と漆喰（しっくい）とで作られた高さ四十尺ばかりの象の姿で、背中の上には家のような塔が立っていて、昔はペンキ屋の手で青く塗られていたが、当時はもう長い間の風雨に黒ずんでしまっていた。そして広場の寂しい露天の一隅で、その巨大な額、鼻、牙、背中の塔、大きな臀、大円柱のような四本の足などは、夜分星の輝いた空の上に、恐ろしい姿で高くそびえて浮き出していた。何とも言えない感じを人に与えた。民衆の力の象徴とも言えるものだった。謎のような巨大な黒い影だった。バスティーユの牢獄の目に見えない幽鬼のそばに立っている、目に見える巨大な一種の幽鬼であった。—ヴィクトル･ユゴー『レ･ミゼラブル』豊島与志雄訳、岩波書店
2012年4月、比較的小さな象の複製が映画『レ･ミゼラブル』のセットの一部としてイギリスのグリニッジにつくられている。

## ギャラリー

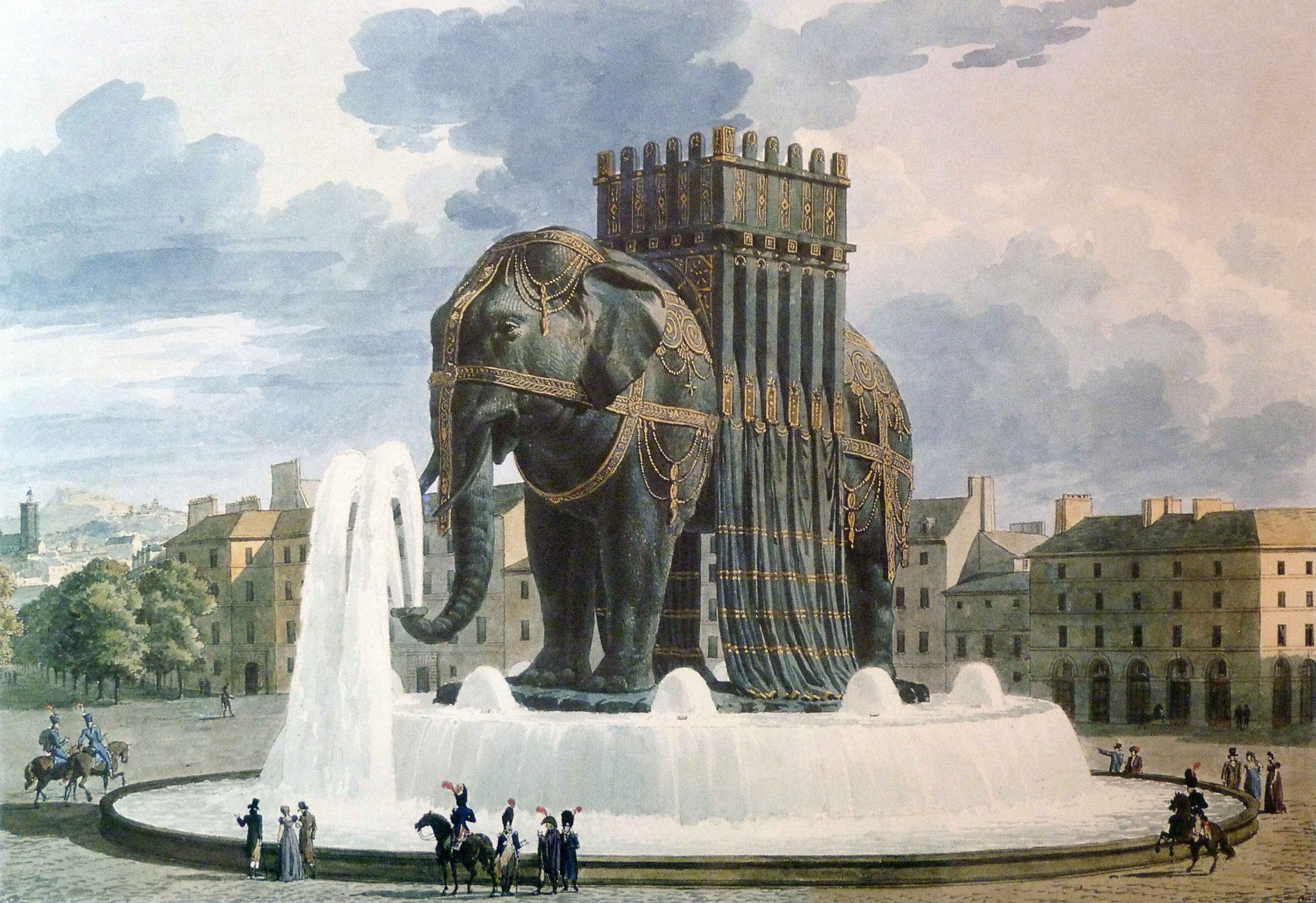
アラヴォワーヌによる水彩画
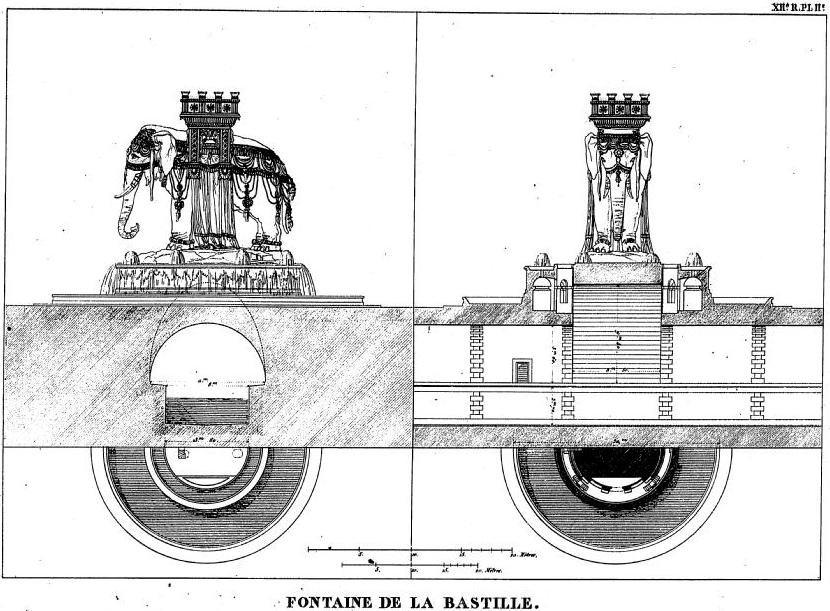
ルイ・ブリュイエールによる泉のスケッチ（1828年）
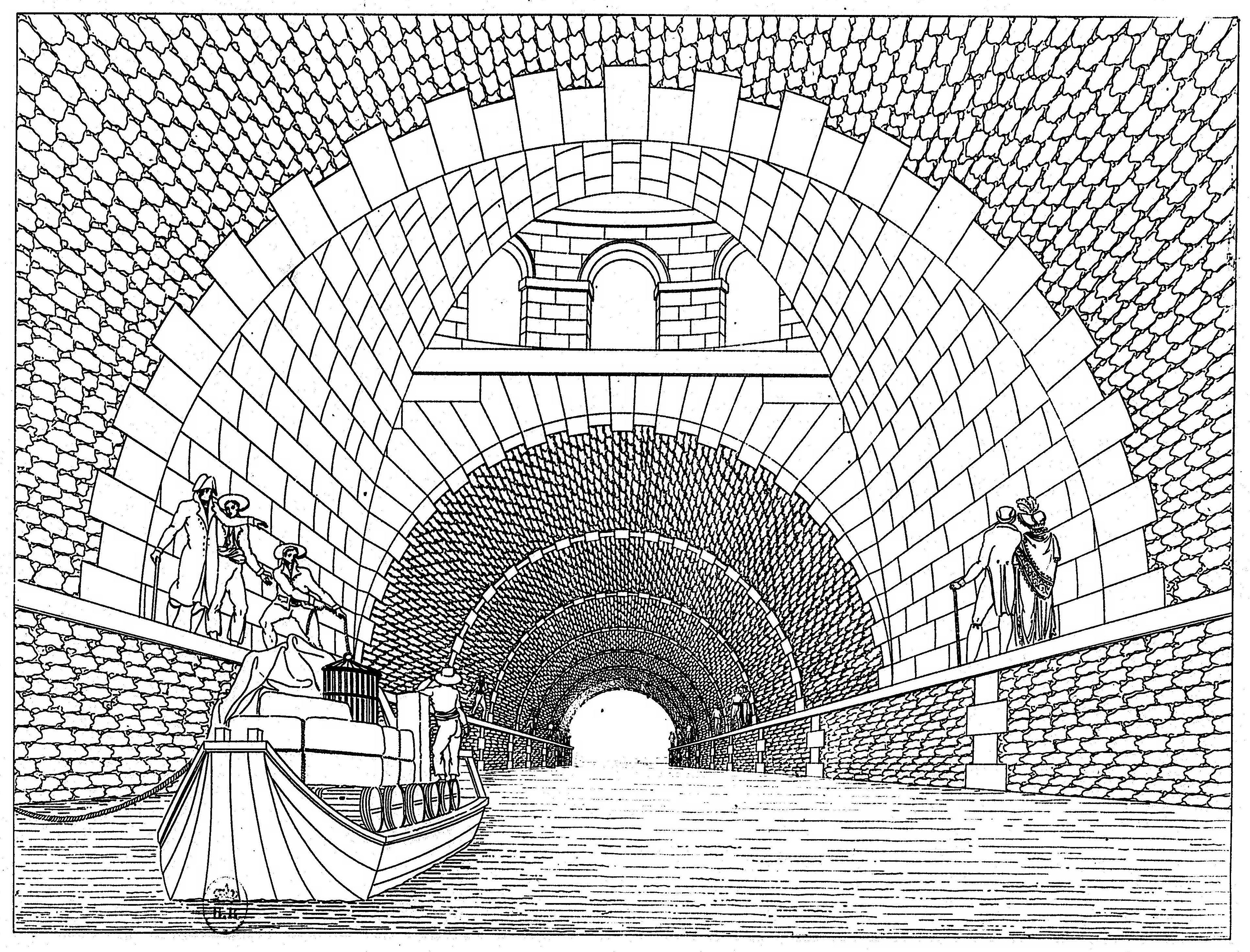
ブリュイエールによる泉の下の水路のスケッチ（1828年）
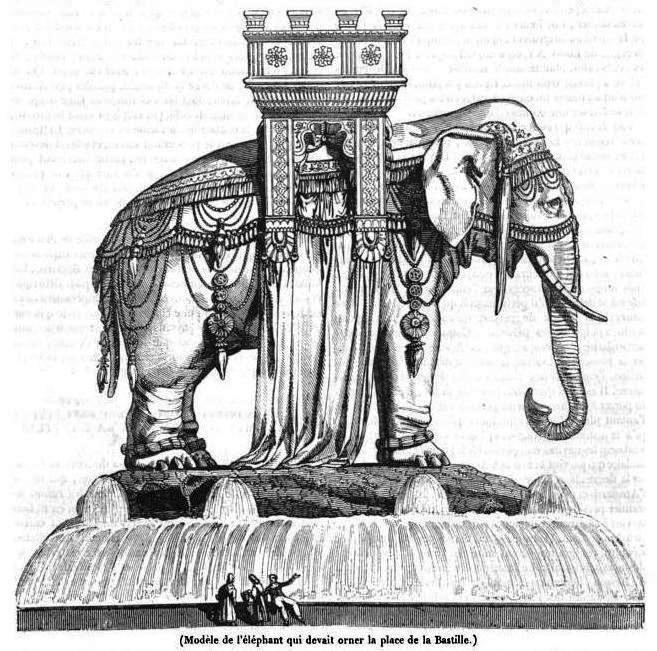
作者不詳の版画（1834年）
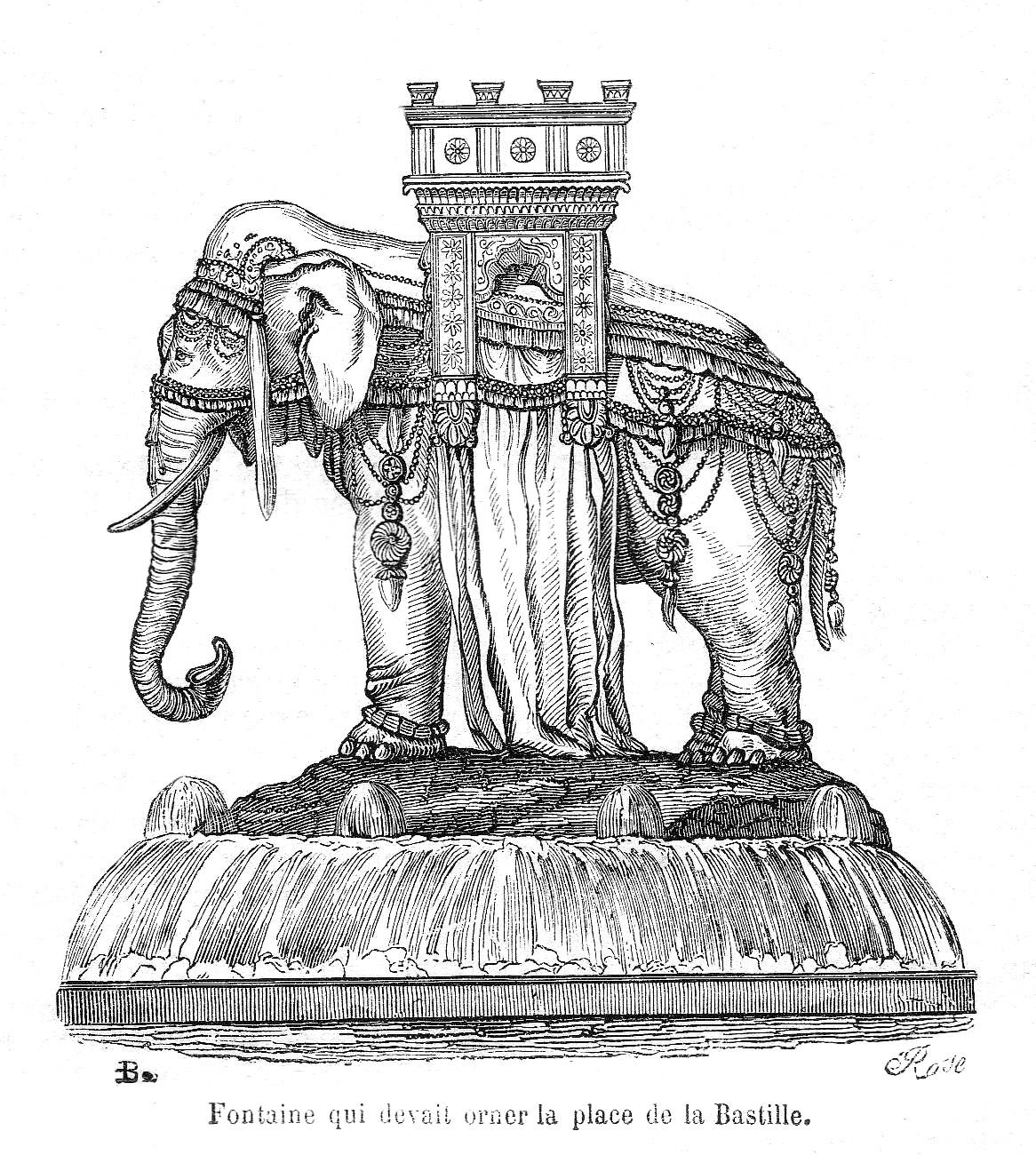
ガブリエル・ルーのスケッチ（1853年）